# Rheda Djellal
Rheda Djellal (Etterbeek, 2 januari 1991) is een voormalig Belgisch profvoetballer van Algerijnse komaf die als verdediger speelde.
Djellal speelde in de jeugd bij FC Brussels voordat hij in 2007 bij RSC Anderlecht kwam. In het seizoen 2011/12 werd hij door Anderlecht aan SBV Excelsior verhuurd, waar hij op 11 september 2011 debuteerde in de thuiswedstrijd tegen FC Utrecht als invaller voor Roland Alberg. Eind december werd de huurovereenkomst ontbonden, omdat Djellal weinig aan spelen toe kwam. Vanaf seizoen 2012/2013 komt Djellal uit voor tweedeklasser Boussu Dour Borinage.

## Carrière
| seizoen | club          | land      | competitie | wed. | goals |
| ------- | ------------- | --------- | ---------- | ---- | ----- |
| 2011/12 | SBV Excelsior | Nederland | Eredivisie | 2    | 0     |
| Totaal  |               |           |            | 2    | 0     |